# Caseriu de Serra Barona
El Caseriu de Serra Barona és un edifici del municipi de Sentmenat (Vallès Occidental) inclosa en l'Inventari del Patrimoni Arquitectònic de Catalunya.

## Descripció
Són masies del nucli de Serrabarona de planta rectangular i construcció molt simple, que correspondrien a la tipologia 1 de la divisió realitzada per Josep Danès. Tenen una estructura clàssica de coberta a dues aigües i carener paral·lel a la façana.
En una d'elles, hi ha l'entrada a la façana lateral, possiblement d'alguna modificació posterior. A l'altra masia, la façana s'ha dividit per ubicar dos habitatges. A la zona lateral dreta, encara es veuen els murs de còdols alternant amb parts arrebossades i de fàbrica. A la part arrebossada, s'ha emmarcat una porta fora del seu primitiu context arquitectònic. La coberta és a un sol aiguavés i carener paral·lel a la façana.

## Història
Són masies de tipus rural de senzilla construcció. És un nucli d'unes vuit o deu cases que es troba a 1 kilòmetre de la vila, en el camí veïnal que va a Palau-Solità.